# مارینا سوچوتی
مارینا سوچوتی (انگلیسی: Marina Sciocchetti؛ زادهٔ ۱۳ نوامبر ۱۹۵۸) سوارکار اهل ایتالیا است.
وی در مسابقات کشوری و بین‌المللی در مجموع برندهٔ ۱ مدال نقره شده‌است.